# Discoverer 14
Discoverer 14 (również: CORONA 9009) – amerykański satelita rozpoznawczy. Stanowił część tajnego programu CORONA. Była to pierwsza w pełni udana misja statków serii CORONA. Po raz pierwszy w historii odzyskano film fotograficzny z satelity orbitującego wokół Ziemi, a także po raz pierwszy dokonano przechwycenia w locie obiektu powracającego z orbity Ziemi. Bardzo prawdopodobne, że powodzenie tej misji uratowało projekt CORONA przed likwidacją.

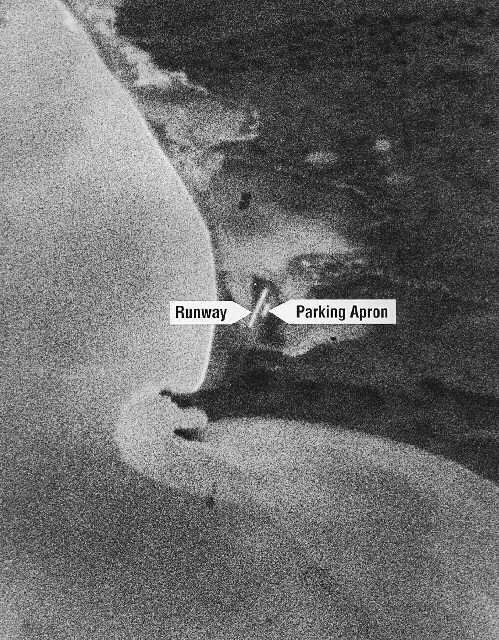
Pierwszy obraz uzyskany z misji Discoverer 14. Pierwsze zdjęcie Ziemi pozyskane w celach wywiadowczych. Ukazuje ono lotnisko na przylądku Mys Shmidta, na Półwyspie Czukockim

## Opis misji
Po starcie i wykonaniu zdjęć, kapsuła powrotna odczepiła się od reszty statku, który stanowił człon Agena A rakiety nośnej. Kapsuła weszła w atmosferę nad Alaską. Rozłożony spadochron hamujący został dostrzeżony 360 mil na południowy wschód od Honolulu, przez załogę samolotu C-119 z 6593rd Test Squadron, z bazy lotniczej Hickam na Hawajach. Zgodnie z planem kapsuła została przechwycona w locie przez samolot C-119, co powiodło się za trzecim podejściem. Misja Discoverera 14 trwała 27 godzin. Przeleciał on w tym czasie 450 000 mil. 
Czternasta misja systemu wywiadowczego CORONA była pierwszą w pełni udaną misją. Kapsuła wykonała 1432 zdjęcia obszaru ZSRR o łącznej powierzchni 5,65 mln km², zużywając przy tym 1081 m taśmy filmowej. Rozdzielczość zdjęć wynosiła około 6-9 metrów na punkt. Odzyskany film trafił do Centrum Interpretacji Fotograficznej CIA. Dyrektor placówki Arthur Lundahl zademonstrował mapę ZSRR, na której zaznaczono osiem szerokich pasów, biegnących z północy na południe przez terytorium ZSRR i państw Europy Środkowo-Wschodniej. Pasy te obejmowały piątą część terytoriów tych państw, a był to efekt jednej tylko misji. Wprawdzie niektóre zdjęcia były zamglone z powodu wyładowań elektrostatycznych, jednak wydarzenie to było z pewnością punktem zwrotnym w historii wywiadu wojskowego. Zdjęcia i powodzenie misji wywołały euforię w służbach wywiadowczych USA. O uzyskanych zdjęciach mówiono: niesamowite, zdumiewające. Po obejrzeniu zdjęć prezydent Eisenhower stwierdził, że trzeba zrobić wszystko, by zachować ich tajność, by nie drażnić Rosjan. Gdy jego komentarz dotarł do niższych szczebli drabiny dowodzenia, został opacznie zrozumiany jako zniszczyć kapsułę – kapsuła powrotna została rozmontowana na części pierwsze, których się pozbyto.
Dokumentacja programu CORONA została odtajniona w 1995.

## Budowa i działanie

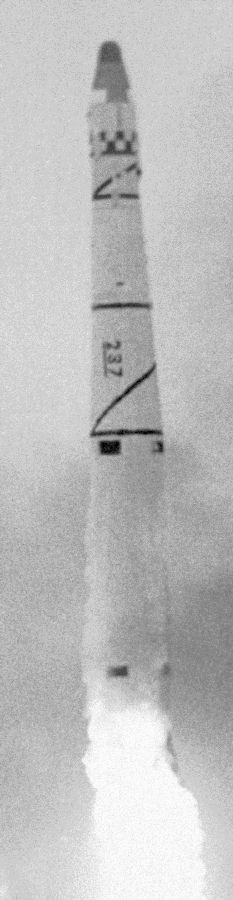
Moment startu rakiety Thor Agena A z satelitą Discoverer 14

Cylindryczny człon Agena A, główna część satelitów serii Discoverer, zawierał system telemetrii, rejestrator taśmowy, odbiorniki i nadajniki radiowe, czujnik horyzontu i ważącą 140 kg kapsułę powrotną zawierającą naświetlony film oraz system monitorujący i rejestrujący wybrane zdarzenia, tj. odpalenie silnika hamującego, odrzucenie osłony termicznej i inne. Kapsuła miała kształt cylindra o średnicy 56 cm i głębokości 145 cm. Stożkowe zakończenie wydłużało ją do około 102 cm.